# Villiers-le-Mahieu
Villiers-le-Mahieu är en kommun i departementet Yvelines i regionen Île-de-France i norra Frankrike. Kommunen ligger i kantonen Montfort-l'Amaury som tillhör arrondissementet Rambouillet. År 2022 hade Villiers-le-Mahieu 872 invånare.

## Befolkningsutveckling
Antalet invånare i kommunen Villiers-le-Mahieu
| Referens: INSEE |